# Pterolophia honesta
Pterolophia honesta là một loài bọ cánh cứng trong họ Cerambycidae.